# Partido judicial de Villablino
El partido judicial de Villablino es un partido judicial de la provincia de León en Castilla y León (España).
Relación de municipios que pertenecen al partido judicial de Villablino:
- Cabrillanes
- Murias de Paredes
- Palacios del Sil
- San Emiliano
- Villablino